# .ru
.ruは、1994年4月7日に導入されたロシア連邦の国別コードトップレベルドメイン(ccTLD)である。ロシア文字による国際化国別コードトップレベルドメイン(IDN ccTLD)の.рфも利用可能である。
.ruの管理は、現在の公式レジストリであるTLD RU調整センター(CC for TLD RU)に割り当てられている。かつてはロシア社会ネットワーク研究所(RIPN)がレジストリであり、2005年1月1日に.ru直下の登録に対する運用を停止したが、.com.ru、.net.ru、.org.ru、.pp.ru配下のレジストリ運用は引き続き行っている。

## 背景
1994年4月の.ruの作成は、1993年の「RUトップレベルドメイン管理の命令」として知られる歴史的合意に基づいて行われた。合意によれば、RUドメインの管理および技術サポートの責任は、ロシア社会ネットワーク研究所に引き継がれることになっていた。2002年、管理機能はTLD RU調整センターに引き継がれた。

## .ruの発展
.ruドメインは、業界自主規制原則に従って急速に発展している。1993年、ロシアの大手インターネットプロバイダによる非公式の組合であるRUトップレベルドメイン調整グループ、および科学および教育ネットワークが、RIPNにRUドメイン管理を委任した。
1998年に、RIPNとRUトップレベルドメイン調整グループは、ドメイン登録協会を設立した。その後、2000年に、RUトップレベルドメインにドメイン名を登録する新しいシステムが導入された。これは、認定レジストラを通じてRUドメインのセカンドレベルドメインを登録する分散システムである。認定レジストラは、これまでのところ先着順の原則に基づいてドメイン名の登録および技術サポートサービスを提供している。
RIPNはTLD RU調整センターの共同創設者のうちの一者であるが、全国的なドメイン運用の技術的側面を支援し続けた。全ての組織機能および管理機能は、TLD RU調整センターに引き継がれた。歴史的な継続性を維持するために、RUトップレベルドメイン調整グループは調整センター内の委員会の1つに改組された。
TLD RU調整センターは、RUトップレベルドメインのドメイン名登録規則を制定し、レジストラの認定手続きとロシア国内ドメインの成長を含む展望プロジェクトの推進を行っている。RIPNは、RUメインの技術ベースの機能を保証し、DNSをサポートする。
新しい分散登録システムは2001年から試験運用され、2005年から運用された。

## セカンドレベルドメイン
.ruドメインでは、セカンドレベルドメインに直接登録することが可能であるが、組織の種類や地理的な場所のための、サードレベルドメイン用に指定されたセカンドレベルドメインが多数ある。完全なリストは、TLD RU調整センターのWebサイトで公開されている。

### ジェネリックセカンドレベルドメイン
- .ac.ru : 科学機関と高等教育機関
- .com.ru : 商業組織
- .edu.ru : 教育機関
- .gov.ru : ロシア連邦政府
- .int.ru : 国際機関
- .mil.ru : ロシア軍
- .net.ru : インターネット関連組織
- .org.ru : 非営利団体
- .pp.ru : 個人

### ロシア連邦構成主体のためのセカンドレベルドメイン
- .adygeya.ru : アディゲ共和国
- .bashkiria.ru : バシコルトスタン共和国
- .buryatia.ru, .ulan-ude.ru : ブリヤート共和国
- .grozny.ru : チェチェン共和国
- .cap.ru : チュヴァシ共和国
- .dagestan.ru : ダゲスタン共和国
- .nalchik.ru : カバルダ・バルカル共和国
- .kalmykia.ru : カルムイク共和国
- .kchr.ru : カラチャイ・チェルケス共和国
- .karelia.ru, .ptz.ru : カレリア共和国
- .khakassia.ru : ハカス共和国
- .komi.ru : コミ共和国
- .mari-el.ru, mari.ru, .joshkar-ola.ru : マリ・エル共和国
- .mordovia.ru : モルドヴィア共和国
- .yakutia.ru : サハ共和国
- .vladikavkaz.ru : 北オセチア共和国
- .kazan.ru, .tatarstan.ru : タタールスタン共和国
- .tuva.ru : トゥヴァ共和国
- .izhevsk.ru, .udmurtia.ru, .udm.ru : ウドムルト共和国
- .altai.ru : アルタイ地方
- .kamchatka.ru : カムチャツカ地方 （.palana.ruがコリャーク管区に割り当てられていたが、カムチャツカ地方と合併した）
- .khabarovsk.ru, .khv.ru : ハバロフスク地方
- .kuban.ru : クラスノダール地方
- .krasnoyarsk.ru : クラスノヤルスク地方
- .perm.ru : ペルミ地方
- .marine.ru, .vladivostok.ru : 沿海地方
- .stavropol.ru, .stv.ru : スタヴロポリ地方
- .chita.ru : ザバイカリエ地方
- .amur.ru : アムール州
- .arkhangelsk.ru : アルハンゲリスク州
- .astrakhan.ru : アストラハン州
- .belgorod.ru : ベルゴロド州
- .bryansk.ru : ブリャンスク州
- .chelyabinsk.ru, .chel.ru : チェリャビンスク州
- .ivanovo.ru : イヴァノヴォ州
- .irkutsk.ru : イルクーツク州
- .koenig.ru : カリーニングラード州
- .kaluga.ru : カルーガ州
- .kemerovo.ru : ケメロヴォ州
- .kirov.ru, .vyatka.ru : キーロフ州
- .kostroma.ru : コストロマ州
- .kurgan.ru : クルガン州
- .kursk.ru : クルスク州
- .lipetsk.ru : リペツク州
- .magadan.ru : マガダン州
- .mosreg.ru : モスクワ州
- .murmansk.ru : ムルマンスク州
- .nnov.ru : ニジニ・ノヴゴロド州
- .nov.ru : ノヴゴロド州
- .novosibirsk.ru, .nsk.ru : ノヴォシビルスク州
- .omsk.ru : オムスク州
- .orenburg.ru : オレンブルク州
- .oryol.ru : オリョール州
- .penza.ru : ペンザ州
- .pskov.ru : プスコフ州
- .rnd.ru : ロストフ州
- .ryazan.ru : リャザン州
- .samara.ru : サマラ州
- .saratov.ru : サラトフ州
- .sakhalin.ru, .yuzhno-sakhalinsk.ru : サハリン州
- .e-burg.ru, .yekaterinburg.ru : スヴェルドロフスク州
- .smolensk.ru : スモレンスク州
- .tambov.ru : タンボフ州
- .tver.ru : トヴェリ州
- .tomsk.ru, .tom.ru, .tsk.ru : トムスク州
- .tula.ru : トゥーラ州
- .tyumen.ru : チュメニ州
- .simbirsk.ru : ウリヤノフスク州
- .vladimir.ru : ヴラジーミル州
- .volgograd.ru, .tsaritsyn.ru : ヴォルゴグラード州
- .vologda.ru : ヴォログダ州
- .cbg.ru, .voronezh.ru, .vrn.ru : ヴォロネジ州
- .yaroslavl.ru : ヤロスラヴリ州
- .mos.ru, .msk.ru : モスクワ市
- .spb.ru : サンクトペテルブルク市
- .bir.ru, .jar.ru : ユダヤ自治州
- .chukotka.ru : チュクチ自治管区
- .surgut.ru : ハンティ・マンシ自治管区
- .yamal.ru : ヤマロ・ネネツ自治管区

### その他の地理的セカンドレベルドメイン
これらは、CCTLD.RUが地理的セカンドレベルドメインに関する規則を制定する前に作成されたものであり、既得権として残されている。
- .amursk.ru : アムールスク
- .baikal.ru : バイカル湖地方
- .cmw.ru : カフカス鉱泉（キスロヴォツク、ピャチゴルスク、エセントゥキ、ジェレズノヴォツク）
- .fareast.ru : 極東ロシア
- .jamal.ru : ヤマル半島
- .kms.ru : コムソモリスク・ナ・アムーレ
- .k-uralsk.ru : カメンスク・ウラリスキー
- .kustanai.ru : コスタナイ
- .kuzbass.ru : クズネツク盆地（英語版）
- .magnitka.ru : マグニトゴルスク
- .mytis.ru : ムィティシ
- .nakhodka.ru : ナホトカ
- .nkz.ru : ノヴォクズネツク
- .norilsk.ru : ノリリスク
- .snz.ru : スネジンスク
- .oskol.ru : スタールイ・オスコル
- .pyatigorsk.ru : ピャチゴルスク
- .rubtsovsk.ru : ルプツォフスク
- .syzran.ru : シズラニ
- .tlt.ru :トリヤッチ
- .vdonsk.ru : ヴォルゴドンスク

### その他
.test.ruが試験用に予約されている。

## ウクライナによる停止要請
2022年のロシアによるウクライナ侵攻を受け、ウクライナ政府はロシアによるプロパガンダ拡散を防ぐことを理由に.ruのほか、.рф、.suなどロシアに関連するトップレベルドメインの停止などをICANNに要請したが異論が相次ぎ、ICANNもこの要請を拒否した。